# Georg Goetz

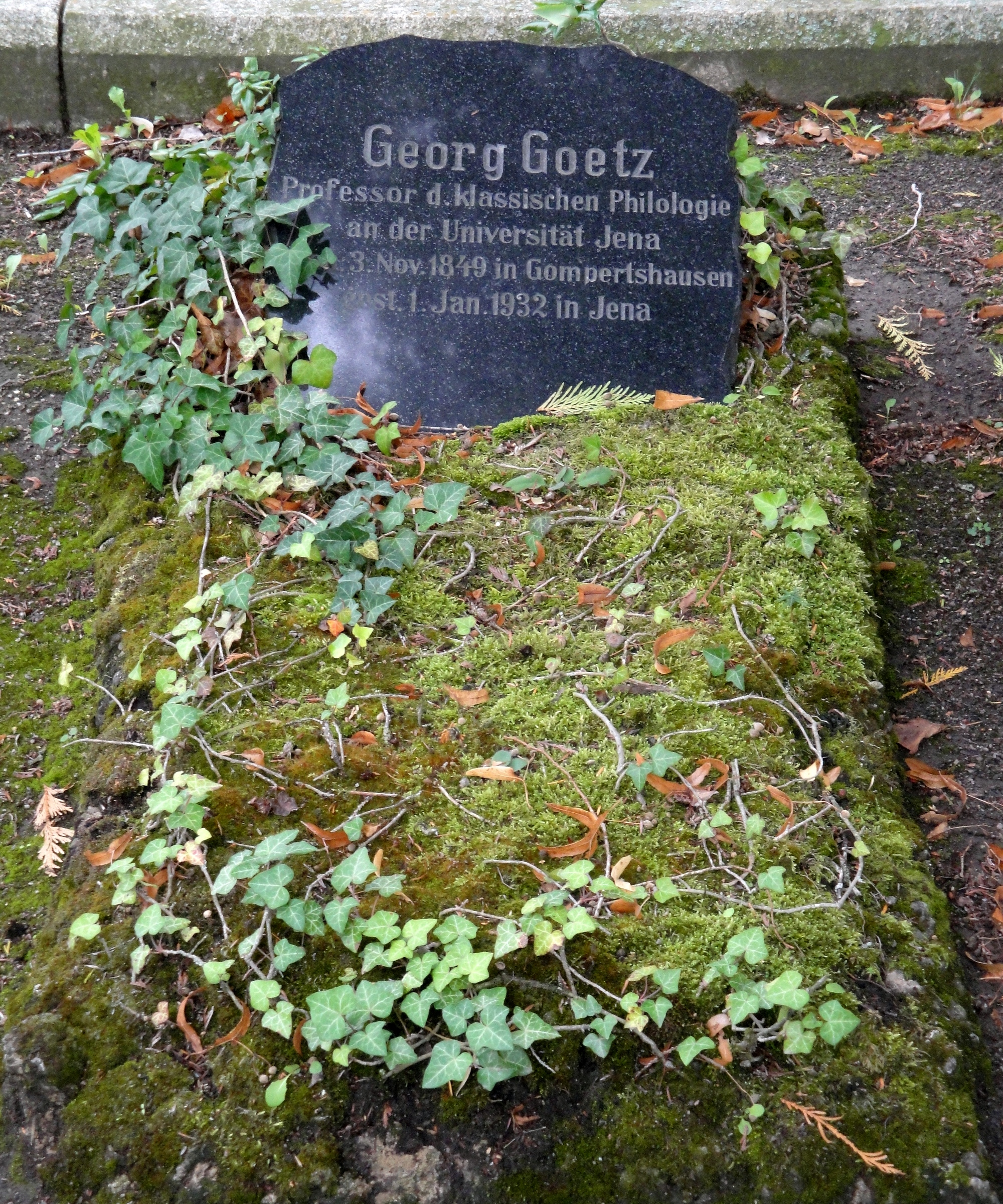
Grav i Jena

Georg Goetz, född den 3 november 1849, död den 1 januari 1932, var en tysk klassisk filolog.
Goetz var 1879-1923 professor i Jena, och var medarbetare i Friedrich Wilhelm Ritschls stora Plautusutgåva, och utgav själv tillsammans med Fritz Schöll Plautus (1892-96), samt vidare själv Cato den äldres De agricultura (1922) och Corups glossariorum latinorum (7 band, 1888-1923).